# Droga krajowa nr 38 (Dania)
Droga krajowa nr 38 (duń. Primærrute 38) – jedna z duńskich dróg krajowych, znajdująca się w całości na obszarze wyspy Bornholm. Jest jedyną drogą krajową na wyspie, łączy dwie ważne miejscowości – Rønne oraz Nexø.

## Natężenie ruchu
W 2010 dzienne natężenie ruchu wynosiło 6700 pojazdów w Rønne, następnie 4500 pojazdów na zachód od Åkirkeby i 1800 pojazdów w Nexø.